# Los Angeles (журнал)
Los Angeles (с англ. — «Лос-Анджелес»), ранее Southern California Prompter (с англ. — «Вестник Южной Калифорнии») — ежемесячный журнал, посвященный Лос-Анджелесу. В нем рассказывается о людях, еде, образе жизни, культуре, развлечениях, моде и новостях, имеющих отношение к Южной Калифорнии.
Основанный в 1960 году Дэвидом Брауном и Джеффом Миллером, журнал с 2023 года принадлежит и издается Engine Vision Media, LLC, Крис Гиаланелла является президентом и издателем, а Ширли Гальперин — главным редактором.

## История
Журнал изначально начал выпускаться в 1960 году, под названием The Southern California Prompter в 1960 году, соучредителями которого были аспирант Джефф Миллер (1936—2011; муж актрисы Кэтрин Ли Скотт) и рекламный агент Дэвид Браун. Объявленный как «Путеводитель по хорошей жизни в Лос-Анджелесе и пригородах». Спустя год, журнал был переименован в Los Angeles.
Миллер занимал пост главного редактора с 1974 по 1990 год и издателя с 1990 года вплоть до своей отставки в 1994 году.
С 20 мая 1996 года веб-сайт Lamag.com служит цифровой версией журнала.
Журнал был выкуплен компанией CHC в 1973 году. ABC выкупила журнал в 1977 году. В конечном итоге ABC была куплена The Walt Disney Company, которая продала Los Angeles компании Emmis в 2000 году. Журнал был приобретен Hour Media LLC 28 февраля 2017 года.

## Награды
Los Angeles четырежды получал премию национального журнала.
С 2013 года он был членом ассоциации городских и региональных журналов.